# Suzzie Tapper – jag har Parkinson
Suzzie Tapper – jag har Parkinson är en dokumentär om artisten Suzzie Tapper som drabbats av Parkinsons.

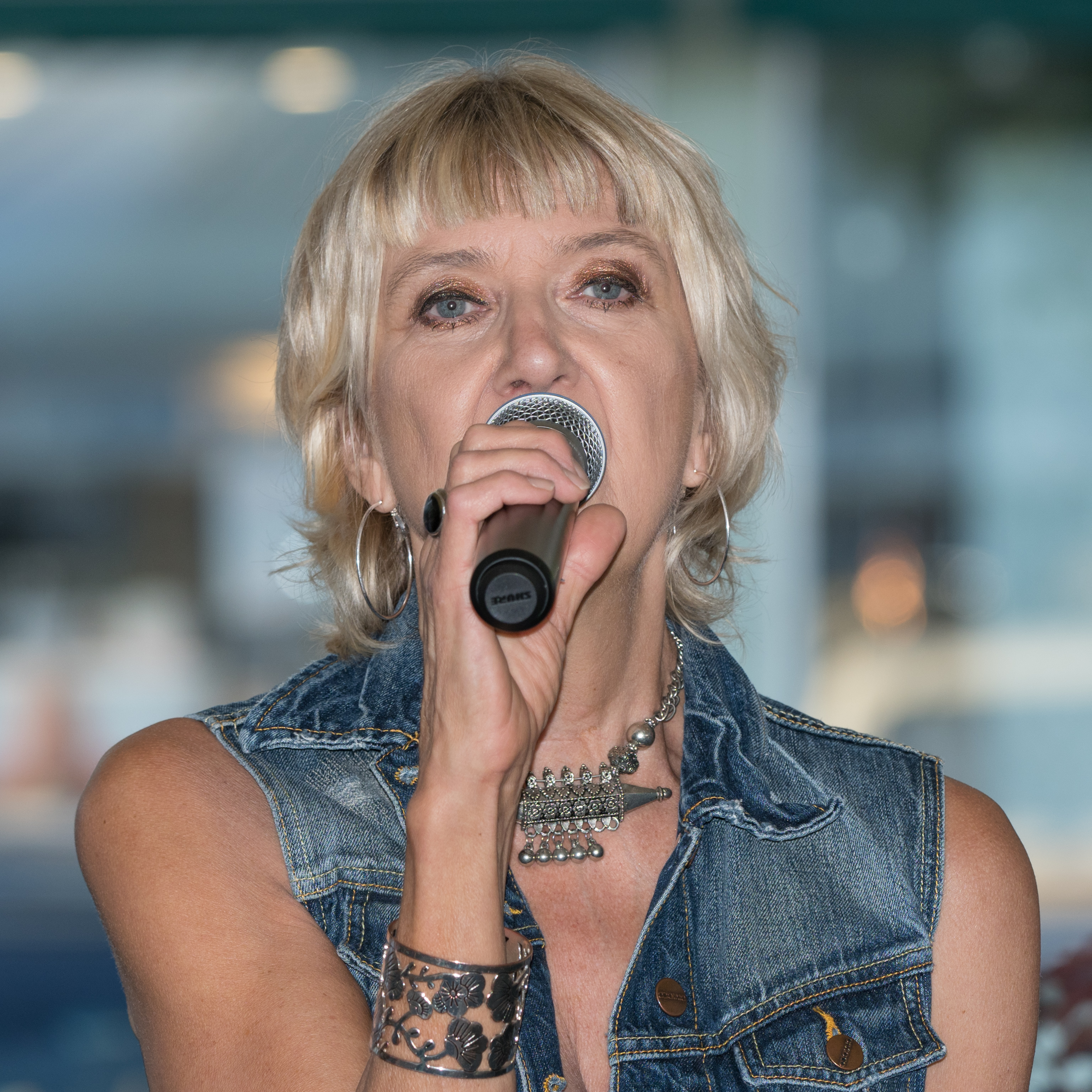
Suzzie Tapper in Vaxholm 2018.

## Handling
Filmen handlar om Suzzie Tapper och hennes liv från den tid då hon fick symtom på sjukdomen och hur hon tacklade sitt liv därefter.

## Produktion
Filmen är producerad av MCN Produktion AB i samarbete med hjärnfonden.

## Premiär
Programmet sändes första gången 5 april 2010 i SVT.